# Мічурінськ (аеродром)
Мічурінськ — військовий аеродром в поблизу міста Мічурінськ в Тамбовській області РФ. На аеродромі знаходиться 786-й навчальний авіаційний центр підготовки льотного складу та базується 644-й навчальний авіаційний полк ВПС Росії. .
Навчання відбувається на модернізованих літаках L-39 (Л-39).

## Історія
У період німецько-радянської війни, в 1942 році, на аеродромі базувалася 53-а авіаційна дивізія дальньої дії яка належала до Воронезького фронту. Її частини брали участь у Сталінградській битві.
У післявоєнний період на аеродромі базувався 644-й навчальний авіаційний полк (військова частина 36628), який був створений 1 листопада 1952 року. Полк був переведений на аеродром Мічурінськ в 1954 році. На його базі, за всі роки існування, було підготовлено майже 10 тис. льотчиків. До 1957 року полк здійснював навчання курсантів на літаках Пе-2, потім на Іл-28 (1957—1979), Л-29 (1979—1992) і Л-39 (з 1992) .
Весною 1995 року 644-й полк увійшов до складу Балашовського вищого військового авіаційного училища льотчиків і зайнявся підготовкою льотних кадрів на важких літаках для всіх родів військової авіації. А 2002 року Мічурінський навчально-авіаційний полк Балашовського ВВАУЛ у зв'язку з реорганізацією перейшов до складу Краснодарського вищого військового авіаційного училища.

## Катастрофи та інциденти
- 11 липня 2001 навчальний літак Л-39 ВПС Росії під час навчально-тренувального польоту зазнав катастрофи в районі аеродрому, за 500 м від ЗПС. На борту знаходились два пілоти, полковник Володимир Руденко та майор Геннадій Мелованов, обоє загинули[6][7].
- 12 серпня 2002 року через відмову двигуна за 20 км від аеродрому розбився літак Л-39. Інструктор підполковник Роговастов та курсант Федяєв катапультувалися[8][9].